# Bethesda Softworks
Bethesda Softworks, LLC je americká společnost s ručením omezeným (anglicky limited liability company), která od roku 1985 působí jako vývojář a vydavatel počítačových her a videoher. Patří holdingové společnosti ZeniMax Media. Nejznámějšími produkty společnosti jsou počítačové hry a videohry z herní RPG série The Elder Scrolls.
V roce 2020 byla ZeniMax Media, mateřská společnost Bethesdy, koupena Microsoftem.

## Historie
Společnost Bethesda Softworks byla založena v roce 1985 Christopherem Weaverem ve městě Bethesda v americkém Marylandu. V roce 1990 se společnost přestěhovala do jiného marylandského města Rockville. Později byla Bethesda Softworks koupena společností Zenimax Media, Inc., kterou Christopher Weaver založil v roce 1999.
Společnost Bethesda Softworks je spojena s vývojem první sportovní simulace, která se snažila napodobovat fyzikální zákonitosti. Byla to hra Gridiron!, která byla vydána v roce 1986 pro počítače Atari ST, Commodore Amiga a Commodore 64/128. Bethesda Softworks hru vyvinula pro společnost Electronic Arts. Přes dlouhou historii vývoje her v různých žánrech se Bethesda Softworks patrně nejvíce proslavila RPG sérií The Elder Scrolls. Práce na první hře The Elder Scrolls: Arena byly zahájeny programátorem Julianem Lefayem v roce 1992 a hra byla vydána v roce 1994. V dalších letech byly vydány další díly této herní série, některé hry byly doplněny i datadisky. Jako zatím poslední v roce 2011 vyšla The Elder Scrolls V: Skyrim.
Bethesda Softworks také vydala tři hry ze světa Star Trek, a to Star Trek: Legacy (pro osobní počítač a Xbox 360), Star Trek: Tactical Assault (pro Nintendo DS a PlayStation Portable) a Star Trek: Encounters (pro PlayStation 2). V zimě 2007 byla vydána hra Star Trek: Conquest pro herní konzole Wii a PlayStation 2. V roce 2004 společnost koupila práva k herní sérii Fallout od společnosti Interplay Entertainment a od konce roku začal vývoj dalšího dílu Fallout 3, který byl vydán na podzim 2008 pro PC, PlayStation 3 a Xbox 360.

## SérieThe Elder Scrolls
- 1994 – The Elder Scrolls: Arena
- 1996 – The Elder Scrolls II: Daggerfall
- 1997 – The Elder Scrolls Legends: Battlespire
- 1998 – The Elder Scrolls Adventures: Redguard
- 2002 – The Elder Scrolls III: Morrowind
- 2002 – The Elder Scrolls III: Tribunal
- 2003 – The Elder Scrolls III: Bloodmoon
- 2003 – The Elder Scrolls Travels: Stormhold[pozn. 1]
- 2004 – The Elder Scrolls Travels: Shadowkey[pozn. 1]
- 2004 – The Elder Scrolls Travels: Dawnstar[pozn. 1]
- 2006 – The Elder Scrolls Travels: Oblivion
- 2006 – The Elder Scrolls IV: Oblivion
- 2006 – The Elder Scrolls IV: Knights of the Nine
- 2007 – The Elder Scrolls IV: Shivering Isles
- 2011 – The Elder Scrolls V: Skyrim
- 2012 – The Elder Scrolls V: Dawnguard
- 2012 – The Elder Scrolls V: Hearthfire
- 2012 – The Elder Scrolls V: Dragonborn
- 2014 – The Elder Scrolls Online
- 2016 – The Elder Scrolls V: Skyrim – Special Edition
- 2017 – The Elder Scrolls: Legends
- 2017 – The Elder Scrolls V: Skyrim VR
- 2017 – The Elder Scrolls Online – Morrowind
- 2018 – The Elder Scrolls Online – Summerset
- 2019 – The Elder Scrolls Online – Elsweyr
- 2020 – The Elder Scrolls: Blades
- 2020 – The Elder Scrolls Online – Greymoor
- 2021 – The Elder Scrolls Online – Blackwood
- 2021 – The Elder Scrolls V: Skyrim – Anniversary Edition
- 2022 – The Elder Scrolls Online – High Isle
- 2023 – The Elder Scrolls Online – Necrom
- 2023 – The Elder Scrolls: Castles
- 2024 – The Elder Scrolls Online – Gold Road
- bude oznámeno – The Elder Scrolls VI

## Seznam her společnosti Bethesda Softworks

### Hry vyvinuté a vydané společností Bethesda Softworks
| Rok  | Název                                                          | Žánry                          | Platformy                                         |
| ---- | -------------------------------------------------------------- | ------------------------------ | ------------------------------------------------- |
| 1986 | Gridiron!                                                      | sportovní                      | Atari ST, Amiga, Commodore 64                     |
| 1988 | Wayne Gretzky Hockey                                           | sportovní                      | Amiga, Atari ST, DOS, NES                         |
| 1990 | Wayne Gretzky Hockey 2                                         | sportovní                      | DOS                                               |
| 1990 | The Terminator                                                 | akční, adventura               | DOS                                               |
| 1990 | Hockey League Simulator                                        | sportovní simulátor            | Amiga, DOS                                        |
| 1991 | Wayne Gretzky Hockey 3                                         | sportovní                      | DOS                                               |
| 1991 | NCAA Basketball: Road To The Final Four ('91/'92 Edition)      | sportovní                      | DOS                                               |
| 1992 | Terminator 2029                                                | akční, strategie               | DOS                                               |
| 1992 | Hockey League Simulator 2                                      | sportovní simulátor, strategie | DOS                                               |
| 1993 | The Terminator: Rampage                                        | akční                          | DOS                                               |
| 1993 | Terminator 2029: Operation Scour Add-on                        | akční, strategie               | DOS                                               |
| 1993 | The Elder Scrolls: Arena                                       | akční, adventura, RPG          | DOS                                               |
| 1994 | Terminator 2029 - The Deluxe CD Edition                        | akční, strategie               | DOS                                               |
| 1994 | NCAA: Road to the Final Four 2                                 | sportovní                      | DOS                                               |
| 1994 | Delta V                                                        | akční, závodní                 | DOS                                               |
| 1995 | Terminator: Future Shock                                       | akční                          | DOS                                               |
| 1996 | Terminator: SkyNET                                             | akční                          | DOS                                               |
| 1996 | The Elder Scrolls II: Daggerfall                               | adventura, RPG                 | DOS                                               |
| 1997 | The Elder Scrolls Legends: Battlespire                         | akční RPG                      | DOS, Windows                                      |
| 1997 | PBA Bowling                                                    | sportovní                      | Windows                                           |
| 1997 | XCar: Experimental Racing                                      | závodní, simulátor             | DOS                                               |
| 1998 | Burnout: Championship Drag Racing                              | závodní, simulátor             | DOS                                               |
| 1998 | The Elder Scrolls Adventures: Redguard                         | adventura, RPG                 | Windows                                           |
| 1998 | Symbiocom                                                      | adventura                      | Windows                                           |
| 1998 | Zero Critical                                                  | adventura                      | Windows                                           |
| 1999 | NIRA Intense Import Drag Racing                                | závodní                        | Windows                                           |
| 1999 | Skip Barber Racing                                             | závodní                        | Windows                                           |
| 2000 | PBA Bowling 2                                                  | sportovní                      | Windows                                           |
| 2000 | PBA Bowling 2001                                               | sportovní                      | Windows, Dreamcast (nevydaná, uniklá zlatá verze) |
| 2000 | IHRA Drag Racing                                               | závodní, simulátor             | Windows, PlayStation                              |
| 2001 | IHRA Motorsports                                               | závodní, simulátor             | Windows                                           |
| 2001 | IHRA Drag Racing 2                                             | závodní                        | PlayStation 2                                     |
| 2001 | Echelon                                                        | akční, simulace                | Windows                                           |
| 2002 | The Elder Scrolls III: Morrowind                               | adventura, RPG                 | Windows, Xbox                                     |
| 2002 | The Elder Scrolls III: Morrowind (sběratelské vydání)          | adventura, RPG                 | Windows                                           |
| 2002 | The Elder Scrolls III: Tribunal                                | adventura, RPG                 | Windows                                           |
| 2003 | IHRA Drag Racing 2004                                          | závodní                        | Xbox                                              |
| 2003 | The Elder Scrolls III: Bloodmoon                               | adventura, RPG                 | Windows                                           |
| 2003 | The Elder Scrolls III: Bloodmoon & Tribunal (dvojbalení)       | adventura, RPG                 | Windows                                           |
| 2003 | The Elder Scrolls III: Morrowind (vydání Hra roku)             | adventura, RPG                 | Windows, Xbox                                     |
| 2003 | The Elder Scrolls III: Morrowind (platinové vydání)            | adventura, RPG                 | Xbox                                              |
| 2004 | The Elder Scrolls III: Morrowind (Hra roku – platinové vydání) | adventura, RPG                 | Xbox                                              |
| 2004 | IHRA Drag Professional Racing 2005                             | závodní                        | Xbox, PlayStation 2                               |
| 2004 | PBA Bowling 2004                                               | sportovní                      | Xbox, PlayStation 2                               |
| 2006 | IHRA Drag Racing: Sportsman Edition                            | sportovní                      | Windows, Xbox, PlayStation 2                      |
| 2008 | Fallout 3                                                      | RPG                            | Windows, Xbox 360, PlayStation 3                  |
| 2011 | The Elder Scrolls V: Skyrim                                    | RPG                            | Windows, Xbox 360, PlayStation 3                  |
| 2015 | Fallout 4                                                      | RPG                            | Windows, Xbox One, PlayStation 4                  |

### Hry vyvinuté společností Bethesda Softwork, které byly vydány externě
| Rok  | Název                                     | Žánry             | Platformy                   | Vydavatel            |
| ---- | ----------------------------------------- | ----------------- | --------------------------- | -------------------- |
| 1991 | Home Alone                                | akční             | NES                         | THQ                  |
| 1991 | Where's Waldo?                            | logická           | NES                         | THQ                  |
| 2004 | High Rollers Casino                       | karetní, hazardní | Xbox                        | Mud Duck Productions |
| 2006 | The Elder Scrolls IV: Oblivion            | adventura, RPG    | Windows, Xbox 360           | 2K Games             |
| 2007 | The Elder Scrolls IV: Oblivion            | adventura, RPG    | PlayStation 3               | Ubisoft              |
| 2007 | The Elder Scrolls IV: Oblivion (Hra roku) | adventura, RPG    | Windows, Xbox 360, PS3 (US) | 2K Games             |

### Hry vydané společností Bethesda Softworks
Následující hry byly vydány společností Bethesda Softworks, ale byly vyvinuty jinými subjekty. Společnost Vir2L je stejně jako Bethesda Softworks dceřinou společností společnosti ZeniMax Media Inc., Vir2L se na svých webových stránkách označuje jako sesterská společnost společnosti Bethesda Softworks.
| Rok        | Název                                                | Žánry                           | Platformy                                            | Vývojář                                              |
| ---------- | ---------------------------------------------------- | ------------------------------- | ---------------------------------------------------- | ---------------------------------------------------- |
| 1998       | F-16 Aggressor                                       | simulátor                       | Windows                                              | Virgin Interactive                                   |
| 1998       | Magic & Mayhem                                       | akční, strategie                | Windows                                              | Mythos Games                                         |
| 2000       | Gromada                                              | akční                           | Windows                                              | Buka Entertainment                                   |
| 2000       | Sea Dogs                                             | akční, RPG, simulace, strategie | Windows                                              | Akella                                               |
| 2001       | Magic & Mayhem: The Art of Magic                     | RPG, strategie                  | Windows                                              | Mythos Games                                         |
| 2002       | Family Card Games Fun Pack                           | karetní                         | PlayStation                                          | Mud Duck Productions                                 |
| 2003       | Puzznic                                              | logická, akční                  | PlayStation                                          | Altron                                               |
| 2003       | Pirates of the Caribbean                             | RPG                             | Windows, Xbox                                        | Akella                                               |
| 2003       | The Elder Scrolls Travels: Stormhold                 | adventura, RPG                  | Java, BREW                                           | Vir2L, spoluvydavatel MFORMA                         |
| 2004       | Powerdrome                                           | závodní                         | Xbox, PlayStation 2                                  | Argonaut Games, spoluvydavatel Mud Duck Productions  |
| 2004       | The Elder Scrolls Travels: Dawnstar                  | adventura, RPG                  | Java, BREW                                           | Vir2L                                                |
| 2004       | The Elder Scrolls Travels: Shadowkey                 | adventura, RPG                  | N-Gage                                               | Vir2L, spoluvydavatel Nokia                          |
| 2004       | IHRA Drag Racing Multiplayer                         | závodní, simulátor              | Java, BREW                                           | Vir2L, spoluvydavatel MFORMA                         |
| 2005, 2006 | Call of Cthulhu: Dark Corners of the Earth           | adventura                       | Xbox, Windows                                        | Headfirst Productions                                |
| 2006       | Pirates of the Caribbean: The Legend of Jack Sparrow | adventura                       | Windows (ne Vista 64), PlayStation 2                 | 7 Studios, Buena Vista Games, spoluvydavatel Ubisoft |
| 2006       | Star Trek: Legacy                                    | simulace                        | Windows, Xbox                                        | Mad Doc Software                                     |
| 2006       | Star Trek: Tactical Assault                          | adventura                       | PSP, Nintendo DS                                     | Quicksilver Software                                 |
| 2012       | Dishonored                                           | akční, stealth                  | PC, PlayStation 4, PlayStation 3, Xbox 360, Xbox One | Arkane Studios                                       |
| 2014       | Wolfenstein: The New Order                           | akční-adventura                 | PC, PlayStation 4, PlayStation 3, Xbox 360, Xbox One | Machine Games                                        |
| 2017       | Prey                                                 | akční, stealth                  | PC, PlayStation 4                                    | Arkane Studios                                       |